# Jordi Cuadras i Avellana
Jordi Cuadras i Avellana, (6 de febrer de 1950) és un arquitecte i jugador d'escacs català que té el títol de Mestre FIDE i té dues normes de Mestre Internacional. És jugador del Club Escacs Figueres i forma part del primer equip a la Divisió d'Honor d'escacs.
A la llista d'Elo de la FIDE del març de 2016, hi tenia un Elo de 2312 punts, cosa que en feia el jugador número 218 (en actiu) de l'estat espanyol. El seu màxim Elo va ser de 2405 punts, a la llista del gener de 2000 (posició 1895 al rànquing mundial).

## Resultats destacats en competició
- Campió Individual d'Espanya Escolar el 1967 (competició jugada a Madrid).
- Subcampió Individual de l'Obert Internacional de Manresa el 1973.
- Subcampió del Torneig Internacional Sistema Masnou (dotze hores d'escacs seguides de partides semi-ràpides) jugat al Masnou (Barcelona) l'any 1976.
- Vuit cops Campió Individual Absolut provincial de Girona (anys 1977, 1979, 1980, 1981, 1982, 1983, 1984 i 1985).
- Campió dels Oberts Internacionals de Calella de Palafrugell (Girona) jugats els anys 1978 i 1979.
- Campió Individual de la semifinal d'Espanya el 1980 a Lleida (a on jugaven tots els campions provincials d'Espanya).
- Subcampió Individual de la semifinal d'Espanya el 1982 a Albacete (a on jugaven tots els campions provincials d'Espanya).
- Cinquè en el Campionat Individual Absolut d'Espanya el 1983 (competició de 16 jugadors sistema lliga a Las Palmas de Gran Canària, guanyant als primer, segon, tercer classificats i taules amb el quart classificat, però el perdre amb diversos jugadors del final de la classificació el va relegar al cinquè lloc de la classificació).
- Campió de l'Obert Internacional de Sant Cugat (Barcelona) el 1995.
- Campió de l'Obert Internacional de Mataró (Barcelona) el 1997.
- Campió dels Oberts Internacionals de Banyoles (Girona) el 1998 i el 1999.
- Obtenció de norma de mestre internacional a l'Obert Internacional de Figueres de l'any 2009.
- Obtenció de norma de mestre internacional al Torneig Tancat de Mallorca el maig del 2012.
- Campió individual absolut del Circuit d'Escacs Actius de la província de Girona el 2017.

## Partides notables
|   | a | b | c | d | e | f | g | h |   |
| 8 | f6 negres rei · e4 blanques rei · g4 negres peó · h4 negres peó · e3 blanques peó · f3 negres peó · g3 blanques peó · f2 blanques peó · g2 blanques peó | f6 negres rei · e4 blanques rei · g4 negres peó · h4 negres peó · e3 blanques peó · f3 negres peó · g3 blanques peó · f2 blanques peó · g2 blanques peó | f6 negres rei · e4 blanques rei · g4 negres peó · h4 negres peó · e3 blanques peó · f3 negres peó · g3 blanques peó · f2 blanques peó · g2 blanques peó | f6 negres rei · e4 blanques rei · g4 negres peó · h4 negres peó · e3 blanques peó · f3 negres peó · g3 blanques peó · f2 blanques peó · g2 blanques peó | f6 negres rei · e4 blanques rei · g4 negres peó · h4 negres peó · e3 blanques peó · f3 negres peó · g3 blanques peó · f2 blanques peó · g2 blanques peó | f6 negres rei · e4 blanques rei · g4 negres peó · h4 negres peó · e3 blanques peó · f3 negres peó · g3 blanques peó · f2 blanques peó · g2 blanques peó | f6 negres rei · e4 blanques rei · g4 negres peó · h4 negres peó · e3 blanques peó · f3 negres peó · g3 blanques peó · f2 blanques peó · g2 blanques peó | f6 negres rei · e4 blanques rei · g4 negres peó · h4 negres peó · e3 blanques peó · f3 negres peó · g3 blanques peó · f2 blanques peó · g2 blanques peó | 8 |
| 7 | f6 negres rei · e4 blanques rei · g4 negres peó · h4 negres peó · e3 blanques peó · f3 negres peó · g3 blanques peó · f2 blanques peó · g2 blanques peó | f6 negres rei · e4 blanques rei · g4 negres peó · h4 negres peó · e3 blanques peó · f3 negres peó · g3 blanques peó · f2 blanques peó · g2 blanques peó | f6 negres rei · e4 blanques rei · g4 negres peó · h4 negres peó · e3 blanques peó · f3 negres peó · g3 blanques peó · f2 blanques peó · g2 blanques peó | f6 negres rei · e4 blanques rei · g4 negres peó · h4 negres peó · e3 blanques peó · f3 negres peó · g3 blanques peó · f2 blanques peó · g2 blanques peó | f6 negres rei · e4 blanques rei · g4 negres peó · h4 negres peó · e3 blanques peó · f3 negres peó · g3 blanques peó · f2 blanques peó · g2 blanques peó | f6 negres rei · e4 blanques rei · g4 negres peó · h4 negres peó · e3 blanques peó · f3 negres peó · g3 blanques peó · f2 blanques peó · g2 blanques peó | f6 negres rei · e4 blanques rei · g4 negres peó · h4 negres peó · e3 blanques peó · f3 negres peó · g3 blanques peó · f2 blanques peó · g2 blanques peó | f6 negres rei · e4 blanques rei · g4 negres peó · h4 negres peó · e3 blanques peó · f3 negres peó · g3 blanques peó · f2 blanques peó · g2 blanques peó | 7 |
| 6 | f6 negres rei · e4 blanques rei · g4 negres peó · h4 negres peó · e3 blanques peó · f3 negres peó · g3 blanques peó · f2 blanques peó · g2 blanques peó | f6 negres rei · e4 blanques rei · g4 negres peó · h4 negres peó · e3 blanques peó · f3 negres peó · g3 blanques peó · f2 blanques peó · g2 blanques peó | f6 negres rei · e4 blanques rei · g4 negres peó · h4 negres peó · e3 blanques peó · f3 negres peó · g3 blanques peó · f2 blanques peó · g2 blanques peó | f6 negres rei · e4 blanques rei · g4 negres peó · h4 negres peó · e3 blanques peó · f3 negres peó · g3 blanques peó · f2 blanques peó · g2 blanques peó | f6 negres rei · e4 blanques rei · g4 negres peó · h4 negres peó · e3 blanques peó · f3 negres peó · g3 blanques peó · f2 blanques peó · g2 blanques peó | f6 negres rei · e4 blanques rei · g4 negres peó · h4 negres peó · e3 blanques peó · f3 negres peó · g3 blanques peó · f2 blanques peó · g2 blanques peó | f6 negres rei · e4 blanques rei · g4 negres peó · h4 negres peó · e3 blanques peó · f3 negres peó · g3 blanques peó · f2 blanques peó · g2 blanques peó | f6 negres rei · e4 blanques rei · g4 negres peó · h4 negres peó · e3 blanques peó · f3 negres peó · g3 blanques peó · f2 blanques peó · g2 blanques peó | 6 |
| 5 | f6 negres rei · e4 blanques rei · g4 negres peó · h4 negres peó · e3 blanques peó · f3 negres peó · g3 blanques peó · f2 blanques peó · g2 blanques peó | f6 negres rei · e4 blanques rei · g4 negres peó · h4 negres peó · e3 blanques peó · f3 negres peó · g3 blanques peó · f2 blanques peó · g2 blanques peó | f6 negres rei · e4 blanques rei · g4 negres peó · h4 negres peó · e3 blanques peó · f3 negres peó · g3 blanques peó · f2 blanques peó · g2 blanques peó | f6 negres rei · e4 blanques rei · g4 negres peó · h4 negres peó · e3 blanques peó · f3 negres peó · g3 blanques peó · f2 blanques peó · g2 blanques peó | f6 negres rei · e4 blanques rei · g4 negres peó · h4 negres peó · e3 blanques peó · f3 negres peó · g3 blanques peó · f2 blanques peó · g2 blanques peó | f6 negres rei · e4 blanques rei · g4 negres peó · h4 negres peó · e3 blanques peó · f3 negres peó · g3 blanques peó · f2 blanques peó · g2 blanques peó | f6 negres rei · e4 blanques rei · g4 negres peó · h4 negres peó · e3 blanques peó · f3 negres peó · g3 blanques peó · f2 blanques peó · g2 blanques peó | f6 negres rei · e4 blanques rei · g4 negres peó · h4 negres peó · e3 blanques peó · f3 negres peó · g3 blanques peó · f2 blanques peó · g2 blanques peó | 5 |
| 4 | f6 negres rei · e4 blanques rei · g4 negres peó · h4 negres peó · e3 blanques peó · f3 negres peó · g3 blanques peó · f2 blanques peó · g2 blanques peó | f6 negres rei · e4 blanques rei · g4 negres peó · h4 negres peó · e3 blanques peó · f3 negres peó · g3 blanques peó · f2 blanques peó · g2 blanques peó | f6 negres rei · e4 blanques rei · g4 negres peó · h4 negres peó · e3 blanques peó · f3 negres peó · g3 blanques peó · f2 blanques peó · g2 blanques peó | f6 negres rei · e4 blanques rei · g4 negres peó · h4 negres peó · e3 blanques peó · f3 negres peó · g3 blanques peó · f2 blanques peó · g2 blanques peó | f6 negres rei · e4 blanques rei · g4 negres peó · h4 negres peó · e3 blanques peó · f3 negres peó · g3 blanques peó · f2 blanques peó · g2 blanques peó | f6 negres rei · e4 blanques rei · g4 negres peó · h4 negres peó · e3 blanques peó · f3 negres peó · g3 blanques peó · f2 blanques peó · g2 blanques peó | f6 negres rei · e4 blanques rei · g4 negres peó · h4 negres peó · e3 blanques peó · f3 negres peó · g3 blanques peó · f2 blanques peó · g2 blanques peó | f6 negres rei · e4 blanques rei · g4 negres peó · h4 negres peó · e3 blanques peó · f3 negres peó · g3 blanques peó · f2 blanques peó · g2 blanques peó | 4 |
| 3 | f6 negres rei · e4 blanques rei · g4 negres peó · h4 negres peó · e3 blanques peó · f3 negres peó · g3 blanques peó · f2 blanques peó · g2 blanques peó | f6 negres rei · e4 blanques rei · g4 negres peó · h4 negres peó · e3 blanques peó · f3 negres peó · g3 blanques peó · f2 blanques peó · g2 blanques peó | f6 negres rei · e4 blanques rei · g4 negres peó · h4 negres peó · e3 blanques peó · f3 negres peó · g3 blanques peó · f2 blanques peó · g2 blanques peó | f6 negres rei · e4 blanques rei · g4 negres peó · h4 negres peó · e3 blanques peó · f3 negres peó · g3 blanques peó · f2 blanques peó · g2 blanques peó | f6 negres rei · e4 blanques rei · g4 negres peó · h4 negres peó · e3 blanques peó · f3 negres peó · g3 blanques peó · f2 blanques peó · g2 blanques peó | f6 negres rei · e4 blanques rei · g4 negres peó · h4 negres peó · e3 blanques peó · f3 negres peó · g3 blanques peó · f2 blanques peó · g2 blanques peó | f6 negres rei · e4 blanques rei · g4 negres peó · h4 negres peó · e3 blanques peó · f3 negres peó · g3 blanques peó · f2 blanques peó · g2 blanques peó | f6 negres rei · e4 blanques rei · g4 negres peó · h4 negres peó · e3 blanques peó · f3 negres peó · g3 blanques peó · f2 blanques peó · g2 blanques peó | 3 |
| 2 | f6 negres rei · e4 blanques rei · g4 negres peó · h4 negres peó · e3 blanques peó · f3 negres peó · g3 blanques peó · f2 blanques peó · g2 blanques peó | f6 negres rei · e4 blanques rei · g4 negres peó · h4 negres peó · e3 blanques peó · f3 negres peó · g3 blanques peó · f2 blanques peó · g2 blanques peó | f6 negres rei · e4 blanques rei · g4 negres peó · h4 negres peó · e3 blanques peó · f3 negres peó · g3 blanques peó · f2 blanques peó · g2 blanques peó | f6 negres rei · e4 blanques rei · g4 negres peó · h4 negres peó · e3 blanques peó · f3 negres peó · g3 blanques peó · f2 blanques peó · g2 blanques peó | f6 negres rei · e4 blanques rei · g4 negres peó · h4 negres peó · e3 blanques peó · f3 negres peó · g3 blanques peó · f2 blanques peó · g2 blanques peó | f6 negres rei · e4 blanques rei · g4 negres peó · h4 negres peó · e3 blanques peó · f3 negres peó · g3 blanques peó · f2 blanques peó · g2 blanques peó | f6 negres rei · e4 blanques rei · g4 negres peó · h4 negres peó · e3 blanques peó · f3 negres peó · g3 blanques peó · f2 blanques peó · g2 blanques peó | f6 negres rei · e4 blanques rei · g4 negres peó · h4 negres peó · e3 blanques peó · f3 negres peó · g3 blanques peó · f2 blanques peó · g2 blanques peó | 2 |
| 1 | f6 negres rei · e4 blanques rei · g4 negres peó · h4 negres peó · e3 blanques peó · f3 negres peó · g3 blanques peó · f2 blanques peó · g2 blanques peó | f6 negres rei · e4 blanques rei · g4 negres peó · h4 negres peó · e3 blanques peó · f3 negres peó · g3 blanques peó · f2 blanques peó · g2 blanques peó | f6 negres rei · e4 blanques rei · g4 negres peó · h4 negres peó · e3 blanques peó · f3 negres peó · g3 blanques peó · f2 blanques peó · g2 blanques peó | f6 negres rei · e4 blanques rei · g4 negres peó · h4 negres peó · e3 blanques peó · f3 negres peó · g3 blanques peó · f2 blanques peó · g2 blanques peó | f6 negres rei · e4 blanques rei · g4 negres peó · h4 negres peó · e3 blanques peó · f3 negres peó · g3 blanques peó · f2 blanques peó · g2 blanques peó | f6 negres rei · e4 blanques rei · g4 negres peó · h4 negres peó · e3 blanques peó · f3 negres peó · g3 blanques peó · f2 blanques peó · g2 blanques peó | f6 negres rei · e4 blanques rei · g4 negres peó · h4 negres peó · e3 blanques peó · f3 negres peó · g3 blanques peó · f2 blanques peó · g2 blanques peó | f6 negres rei · e4 blanques rei · g4 negres peó · h4 negres peó · e3 blanques peó · f3 negres peó · g3 blanques peó · f2 blanques peó · g2 blanques peó | 1 |
|   | a | b | c | d | e | f | g | h |   |

Artur Pomar Salamanca vs. Jordi Cuadras, Olot (1974).
1. d4 Cf6 2. c4 g6 3. Cc3 d5 4. Af4 Ag7 5. e3 O-O 6. Tc1 c6 7. Cf3 Ae6 8. b3 Cbd7 9. Ae2 h6 10. Ce5 Ce4 11. Ce4 de4 12. Cd7 Da5 13. Dd2 Dd2 14. Rd2 Ad7 15. Thd1 Tae8 16. Re1 e5 17. de5 Ac8 18. c5 g5 19. Ag3 Ae5 20. b4 Ag3 21. hg3 Td8 22. a4 a6 23. Td2 Td2 24. Rd2 f5 25. Rc3 Td8 26. b5 ab5 27. ab5 cb5 28. Ab5 Rg7 29. Ta1 Td5 30. Rb4 Td2 31. Ta8 Tb2 32. Rc3 Tb5 33. Tc8 b6 34. Tc7 Rg8 35. Rd4 Tc5 36. Tc5 bc5 37. Rc5 h5 38. Rd5 Rf7 39. Re5 Rg6 40. Re6 g4 41. Rd5 Rf6 42. Rd6 f4 43. Rd5 h4 44. Re4 f3 45. gf3 h3 46. fg4 h2 47. f3 h1D 48. Rf4 Dh6 49. Re4 Dg5 50. Rd4 De5 0-1
Jordi Cuadras vs. Lluis Comas GM Divisió d'Honor Catalunya (1999).
1. e4 e6 2. d4 d5 3. Cc3 Cf6 4. e5 Cfd7 5. f4 c5 6. Cf3 Cc6 7. Ae3 cxd4 8. Cxd4 Ac5 9.Dd2 0-0 10. Ae2 a6 11.0-0 Dc7 12. Rh1 b5 13.Cxc6 Dxc6 14. Ad3 b4 15. Ce2 Db6 16. Tf3 Td8 17. Cd4 a5 18. Th3 h6 19. c3 Aa6 20. Axa6 Dxa6 21. f5 bxc3 22. bxc3 Cxe5 23. Axh6 exd5 24. Axg7 Rxg7 25. Dg5 Cg6 26. Cxf5 Rg8 27. Th8 1-0 